# بان (فلم)
بان (بالإنجليزية: Pan) هو فيلم مغامرة تم إنتاجه في الولايات المتحدة وصدر في سنة 2015. الفيلم من إخراج جو رايت من بطولة هيو جاكمان وروني مارا وليفي ميلر.

## القصة
يحكي الفيلم قصة الطفل بيتر (ليفي ميلر) يعيش في دار للأيتام، وفي أحد الليالي يهجم على البيت مجموعة من القراصنة ويخطفون الأولاد، من أجل نقلهم إلى أرض المستحيل ليقوموا بالعمل لإستخراج غبار الجنيات. وعندما بدأ بيتر بالإستخراج عثر على إحدى أحجار الجنيات، ليخطفها أحد العاملين وادعى أنها له، مما جعل بيتر يُطالب بها مما أدى لاعتقاله. بسبب هذه الحادثة قابل بيتر زعيم القراصنة بلاك بيرد (هيو جاكمان)، الذي أمر بسجنه. ثم قام صديقه جيمس هوك (غاريت هيدلوند) بمساعدته على الهروب. ليبدأ رحلة العثور على والدته، وتتحول مهمته بعدها لحماية كهف الجنيات من القراصنة.

## الميزانية والإيرادات
بلغت تكلفة إنتاج الفيلم حوالي 150 مليون دولار بينما حقق إيرادات تقدر بـ 127 مليون دولار.

## وصلات خارجية
- مقالات تستعمل روابط فنية بلا صلة مع ويكي بيانات